# Inga-Stina Robson, Baroness Robson of Kiddington
Inga-Stina Robson, Baroness Robson of Kiddington (* 20. August 1919; † 9. Februar 1999), auch bekannt als Stina Robson, war eine britische Politikerin schwedischer Herkunft.
Sie wurde als Inga-Stina Arvidsson in einer wohlhabenden Familie in Stockholm geboren und besuchte dort die Ölinska Girls' School, bevor sie im Londoner Büro des schwedischen Ministeriums für auswärtige Angelegenheiten eine Sekretärinnenstelle antrat. Dort lernte sie den Buchhalter und Politiker Sir Lawrence William Robson († 1982) kennen und heiratete diesen 1940. Während des Zweiten Weltkriegs arbeitete sie als Übersetzerin für das britische Ministry of Information.
Robson zog nach Kiddington Hall bei Woodstock und unterstützte ohne Erfolg die Kandidatur ihres Gatten für die Liberal Party im Wahlkreis Banbury bei den britischen Unterhauswahlen 1950. Bei den Vorbereitungen für die Unterhauswahlen 1955 war Lawrence Robson der nominierte Kandidat für Eye, aber er wurde zuvor in eine Regierungskommission berufen und stellte sich deshalb nicht zur Wahl, sondern ermutigte seine Gattin, in eigener Sache für den Sitz zu kämpfen, aber dabei hatte sie keinen Erfolg. Später in demselben Jahr wurde sie Friedensrichterin (Magistrate).
Robson kandidierte in Eye wieder für die Unterhauswahlen 1959 und dann 1964 und britischen Unterhauswahlen 1966 im Wahlkreis Gloucester. Obwohl sie einen Sitz im House of Commons weit verfehlte, wurde sie in Chipping Norton in den Rural District Council gewählt.
1968 wurde sie Präsidentin der Women’s Liberal Federation, aber trat 1970 von diesem Amt zurück, als sie zur Präsidentin der Liberal Party gewählt wurde. Als Präsidentin setzte sie sich gegen Radikalismus ein und insbesondere gegen die Entwürfe der National League of Young Liberals. Sie wurde 1974 als Baroness Robson of Kiddington, of Kiddington in the County of Oxfordshire, zur Life Peeress erhoben und im House of Lords Sprecherin der Liberalen zu den Themen Landwirtschaft und Umwelt. 1982 folgte sie ihrem Gatten als Chair des National Liberal Club und auch als Chair der Anglo-Swedish Society. Sie wurde Mitglied der Liberal Democrats und leitete 1988 ein Komitee zur Untersuchung von Betrug in der Europäischen Union. Sie trat 1989 als Friedensrichterin zurück, zu einer Zeit, als sie landesweit die dienstälteste Friedensrichterin war. 1993 wurde sie Parteisprecherin für Gesundheit.
Aus ihrer Ehe hinterließ sie einen Sohn und zwei Töchter.